# Eparquia de Santa María del Patrocinio em Buenos Aires
A Eparquia de Santa María del Patrocinio em Buenos Aires (em latim: Eparchia Sanctae Mariae a Patrocinio Bonaërensis Ucrainorum) é uma sede episcopal da Igreja Católica, pertencente à Igreja Greco-Católica Ucraniana na Argentina. É sufragânea da Arquidiocese de Buenos Aires. Foi fundada em 24 de abril de 1978 pelo Papa Paulo VI. Com uma população católica de 12.000 habitantes, possui 14 paróquias com dados de 2017.

## História
Em 9 de fevereiro de 1968, foi estabelecido como Exarcado Apostólico da Argentina. Em 24 de abril de 1978, foi promovido a Eparquia de Santa María del Patrocinio em Buenos Aires. 

## Lista de eparcas
A seguir uma lista de eparcas desde a criação da eparquia. 
|                          | Nome                    | Período   | Notas                           |
| Bispos                   | Bispos                  | Bispos    | Bispos                          |
| ------------------------ | ----------------------- | --------- | ------------------------------- |
| 3º                       | Daniel Kozelinski Netto | 2016-     | Atual                           |
| 2º                       | Miguel Mykycej, F.D.P.  | 1999-2010 |                                 |
| 1º                       | Andrés Sapelak, S.D.B.  | 1968-1997 |                                 |
| Bispo-auxiliar           |                         |           |                                 |
|                          | Sviatoslav Shevchuk     | 2009-2011 | Nomeado Arcebispo maior de Kiev |
|                          | Miguel Mykycej, F.D.P.  | 1990-1999 |                                 |
| Administrador Apostólico |                         |           |                                 |
|                          | Daniel Kozelinski Netto | 2011-2016 |                                 |
|                          | Sviatoslav Shevchuk     | 2010-2011 |                                 |
|                          | Miguel Mykycej, F.D.P.  | 1998-1999 |                                 |